# Kazimierz Michalczyk
Kazimierz Michalczyk (ur. 26 grudnia 1955, zm. 2 września 1982 we Wrocławiu) – tokarz w zakładach Elwro, ofiara stanu wojennego postrzelona podczas manifestacji 31 sierpnia 1982 r. we Wrocławiu.

## Życiorys
31 sierpnia 1982 wracając z pracy został postrzelony przez funkcjonariuszy ZOMO, którzy rozpędzali demonstrację zorganizowaną w drugą rocznicę podpisania porozumień sierpniowych przez NSZZ „Solidarność” na ul. Legnickiej we Wrocławiu. Dwa dni później Kazimierz Michalczyk zmarł w wyniku odniesionych obrażeń. Jego pogrzeb, który odbył się 7 września na Cmentarzu Grabiszyńskim, stał się manifestacją patriotyczną.

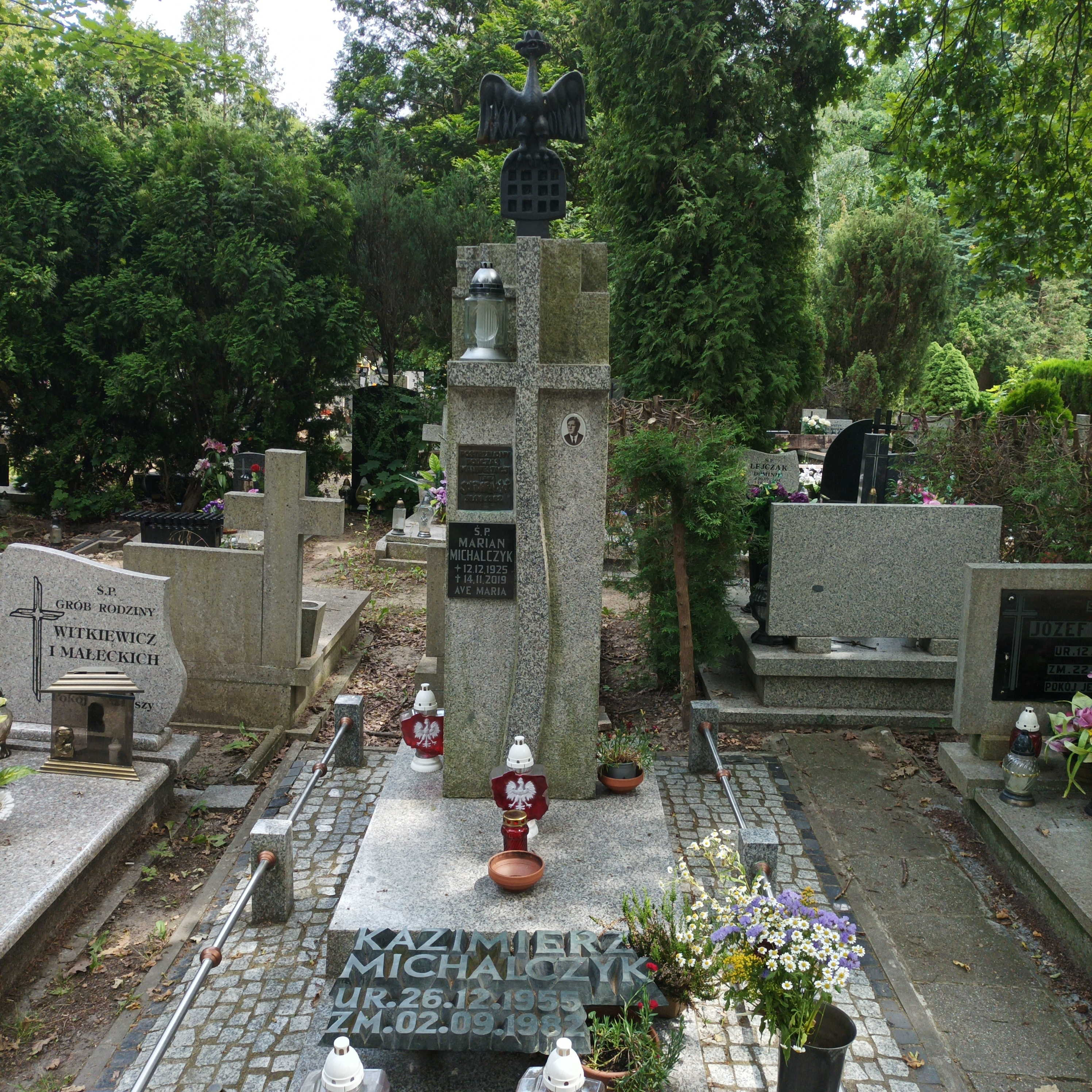
Grób Kazimierza Michalczyka na Cmentarzu Grabiszyńskim

W latach 90. bezimienną ulicę we Wrocławiu (boczna od ul. Długiej) nazwano imieniem Kazimierza Michalczyka.